# سباستین بکر
سباستین بکر (انگلیسی: Sebastian Becker؛ زادهٔ ۱۰ آوریل ۱۹۸۵) بازیکن فوتبال اهل آلمان است.
از باشگاه‌هایی که در آن بازی کرده‌است می‌توان به باشگاه فوتبال کیکرز اوفنباخ، باشگاه فوتبال آگسبورگ، و باشگاه فوتبال قوت-وایس ارفورت اشاره کرد.